# Jimmy Winston

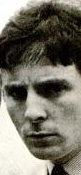
Jimmy Winston

Jimmy Winston, officieel James Winston Langwith (Londen, 20 april 1945 – 26 september 2020) was een Engelse toetsenist en gitarist.
Winston richtte in 1965, samen met Steve Marriott, Kenney Jones en zijn vriend Ronnie Lane, de Small Faces op. Hij speelde eigenlijk gitaar, maar omdat Marriott ook gitarist was en als frontman van de nieuwe band ging fungeren, ruilde hij zijn instrument in voor het orgel. Op de debuutsingle Watcha Gonna Do (About It) werd duidelijk dat hij als organist op zijn plaats was. Omdat zijn ouders een pub hadden (The Ruskin Arms in Manor Park, Londen), had de band meteen een goede plek om te repeteren. Bandmanager Don Arden wist de groep al gauw aan het werk te krijgen en als 'Mod-groep' populair te maken. Ondanks die vele optredens en de goede naam die de Small Faces opbouwden, was de tweede single (I've Got Mine) geen succes. In deze periode ontstond wrijving tussen Marriott en Winston. Beiden wilden zich als het gezicht van de band profileren en dat leidde tot Winstons vertrek. Hij werd vervangen door Ian McLagan. Die zou op de hoes van de eerste lp (Small Faces) staan, hoewel in elf van de twaalf nummers Winston als toetsenist fungeerde.
Na de Small Faces vormde hij een eigen groep Jimmy Winston and His Reflections. De groep kwam onder contract bij platenmaatschappij Decca en de eerste single bevatte het Small Facesnummer Sorry She's Mine, met It's Not What You Do op de B-kant. Toen het succes uitbleef, ontstond een nieuwe band: Winston's Fumbs, die in psychedelische richting ging. Onder deze naam kwam de single Real Crazy Apartment/Snow White uit.
Ook in de jaren zeventig bleef Winston actief. Hij speelde een rol in de musical Hair en speelt orgel in de Britse opname hiervan, zoals te horen in het nummer Electric Blues. In 1977 verscheen nog de single Sun in the Morning, waarna het stil werd rond Winston.